# Sid and Nancy
Sid and Nancy é um filme britânico do gênero drama, lançado em 1986, muito comentado até hoje[carece de fontes?] em circuitos undergrounds.
Baseado em fatos reais, relata a história de vida do ex ídolo da juventude punk inglesa, o polêmico baixista da banda britânica de punk rock Sex Pistols, Sid Vicious, que mudou radicalmente sua vida ao conhecer a groupie Nancy Spungen. Os escândalos e o modo de vida à la "sexo, drogas e rock'n'roll" resultaram na precoce morte de ambos.

## Sinopse
Na Inglaterra do final dos anos 70, mais precisamente em 1977, uma nova onda musical chega para arrebatar os jovens: o punk rock. A batida rápida e frenética, com toda sua rebeldia e agressividade, se torna um instrumento de protesto e revolução, ou seja, um novo estilo de vida, que conquistou os jovens contestadores da época.
No centro deste furacão, estão os Sex Pistols, e seu baixista, Sid (Gary Oldman), que sintetiza bem toda essa "fúria punk". Jovem problemático, de temperamento indiferente e revoltado, Sid se encaixa perfeitamente no perfil da banda e nos planos do empresário Malcolm McLaren. Tudo caminha bem, até Sid conhecer a excêntrica Nancy Spungen (Chloe Webb), com quem começa a dividir momentos loucos, com muitas drogas e diversão. Uma relação de altos e baixos, com histórico de sexo, violência e escândalos, que afastou Sid da banda e de certa forma, de sua própria vida.
Esse envolvimento, aos poucos, leva o músico à sua degradação total, até sua morte por overdose de heroína, como também a misteriosa morte de Nancy, que até hoje levanta suspeita de milhares de fãs.

## Elenco
- Gary Oldman: Sid Vicious
- Chloe Webb: Nancy Spungen
- David Hayman: Malcolm McLaren
- Andrew Schofield: Johnny Rotten
- Perry Benson: Paul Cook
- Tony London: Steve Jones
- Courtney Love: Gretchen

## Recepção
O desempenho de Oldman foi elogiado pela revista Uncut como uma "leitura extremamente simpática da figura do punk como uma criança perdida e desnorteada". A interpretação de Oldman ficou em 62.º lugar na lista das "100 Maiores Performances de Todos os Tempos" da revista Premiere. Em 2003, a revista Rolling Stone classificou Sid and Nancy como o terceiro melhor filme de rock de todos os tempos, e em 2014, a ShortList a classificou como a nona maior cinebiografia musical de todos os tempos. Em sua autobiografia, Rotten critica duramente o filme, pois ele "engrandece o vício em heroína", abrindo o caminho para "humilhar a vida de Vicious". Apesar de não ter sido um sucesso de bilheteria, tendo gerado 2.826.523 de dólares nos Estados Unidos com um orçamento de quatro milhões, Sid and Nancy se tornou um clássico cult e popularizou de vez o casal na cultura popular. O website Yahoo! o descreveu como um "clássico cult, comovente e intransigente".

## Prêmios e indicações

### Prêmios
Mostra Internacional de São Paulo
- Prêmio da Crítica: 1986[10]

 National Society of Film Critics
- Melhor Atriz: Chloe Webb - 1986[11]

 Evening Standard British Film
- Ator Mais Promissor: Gary Oldman - 1987

 Boston Society of Film Critics
- Melhor Atriz: Chloe Webb - 1987[12]

### Indicações
BAFTA
- Melhor Maquiagem: 1986[13]